# Myrsine reynelii
Myrsine reynelii  es una especie de planta con flor en la familia Myrsinaceae.
Es endémica de Perú. Está amenazada por pérdida de hábitat. Es un árbol  de poblaciones aisladas y escasas, en las cuencas del Quiróz y Huancabamba, cerca del límite con Ecuador; de bosques montanos húmedos afectados por actividades mineras y agrícolas. 

## Taxonomía
Myrsine reynelii fue descrito por John J. Pipoly y publicado en Novon 2(4): 399, f. 5. 1992.